# Aderus maculicollis
Aderus maculicollis is een keversoort uit de familie schijnsnoerhalskevers (Aderidae). De wetenschappelijke naam van de soort werd in 1897 gepubliceerd door Maurice Pic.